# سادووو، بلاگووگراد
سادووو (به بلغاری: Sadovo) روستایی در بلغارستان است که در شهرستان هاجیدیموفو واقع شده‌است.